# Look What I Did
Look What I Did er en amerikansk post-hardcore-gruppe dannet 2001 i Nashville, Tennessee. Deres musik rummer elementer fra punk, grunge, jazz, metal, hardcore, pop samt rock n' roll; en stil som bandet selv kalder "The Info Punk Revolution" på Myspace. Deres liveshows er kendetegnet ved et højt intensitetsniveau og uforudsigelig adfærd, og deres tekster er ofte af satirisk karakter med eksempelvis seksuelle undertoner. 

## Diskografi
- 2003: My First Time (Clockrock Recordings)
- 2005: Minuteman for the Moment (Combat Records)
- 2010: Atlas Drugged (Modernist Movement)